# Sielpia-Letnisko
Sielpia-Letnisko – część wsi Sielpia Wielka położonej w Polsce, nad Jeziorem Sielpińskim, w województwie świętokrzyskim, powiecie koneckim, gminie Końskie.
W latach 1975–1998 miejscowość administracyjnie należała do województwa kieleckiego.